# Wetyn
Wetyn (niem. Wettin) – przysiółek wsi Kałwągi w Polsce, położony w województwie warmińsko-mazurskim, w powiecie kętrzyńskim, w gminie Korsze.
W latach 1975–1998 przysiółek administracyjnie należał do województwa olsztyńskiego.

## Ochrona przyrody
Teren Wetynu i okolic jest częścią obszaru Natura 2000, a mianowicie obszaru specjalnej ochrony ptaków Ostoja Warmińska. Na północ od przysiółka znajduje się Obszar Chronionego Krajobrazu Doliny Rzeki Guber.